# Secrets (album)
Secrets je petnajsti studijski album ameriškega jazzovskega klaviaturista Herbieja Hancocka in skupno njegov sedemnajsti album.

## Pregled
Album je sledil svojemu predhodniku, Man-Child. Kot vedno, so bile basovske linije Paula Jacksona kritične, poleg Hancocka pa je največ solov prispeval Bennie Maupin. Pri predhodnjem albumu je Hancock svojemu zvoku dodal kitaro, pri Secrets, pa se je mesto kitare v aranžmajih glede pomembnosti povzpelo. Pomembno je omeniti tudi izvrstno odigrano ritem kitaro enega boljših studijskih glasbenikov založbe Motown Records, Wah Wah Watsona.
Man-Child se je delil predvsem na hitrejše in počasne skladbe, Secrets pa poudarja bolj mehko, zaokroženo razpoloženje. Celo hitrejši skladbi »Doin' It« in »Cantelope Island« sta napolnjeni s sproščujočim karibskim vplivom, na sploh pa je album nagnjen k zadržanim pasažam, kot pa funku z visoko energijo. Hancock je pri albumu večino časa uporabljal mehke tone Fender Rhodesa in uporabljal nove polifonične sintetizatorje, s katerimi je nakazal ambientalno glasbo.
Čeprav gre za sproščen in poleten album, je album vseeno precej oddaljen od salonske glasbe z nekaterimi ekstremno abstraktnimi in intenzivnimi odseki, posebno v drugi polovici. Celoten album je instrumentalni, razen skladbe »Doin' It«. Pri prihajajočih albumih je Hancock začel dodajati glavne vokale, ki jih je odpel skozi vocoder, prisotni pa so bili tudi vplivi disca.
Zasedba, ki je posnela album Secrets je leta 1976 na koncertu posnela tudi skladbi »Spider« in »Hang Up Your Hang-Ups«, ki sta izšli na albumu v živo V.S.O.P.

## Seznam skladb
| Št. | Naslov             | Pisec                                | Dolžina |
| --- | ------------------ | ------------------------------------ | ------- |
| 1.  | „Doin' It‟         | Wah Wah Watson, Ray Parker, Jr.      | 8:03    |
| 2.  | „People Music‟     | Herbie Hancock, Watson, Paul Jackson | 7:11    |
| 3.  | „Cantelope Island‟ | Hancock                              | 7:06    |
| 4.  | „Spider‟           | Watson, Hancock, Jackson             | 7:21    |
| 5.  | „Gentle Thoughts‟  | Hancock, Watson                      | 7:05    |
| 6.  | „Swamp Rat‟        | Jackson, Hancock, Watson             | 6:26    |
| 7.  | „Sansho Shima‟     | Bennie Maupin                        | 4:50    |

## Glasbeniki
- James Gadson – bobni (1)
- Herbie Hancock – akustični klavir, Fender Rhodes, električni klavir, ARP Odyssey, ARP String Ensemble, Hohner D6 Clavinet, Micromoog, Oberheim 4 Voice, Echoplex
- Bennie Maupin – sopranski saksofon, tenorski saksofon, saxello, lyricon, basovski klarinet
- Ray Parker Jr. – kitara, spremljevalni vokal (1)
- Paul Jackson – bas
- James Levi – bobni
- Kenneth Nash – tolkala
- Wah Wah Watson – kitara, Maestro universal sintetizator sistem, voice bag, vokal (1), bas (1)